# George Horace Lorimer

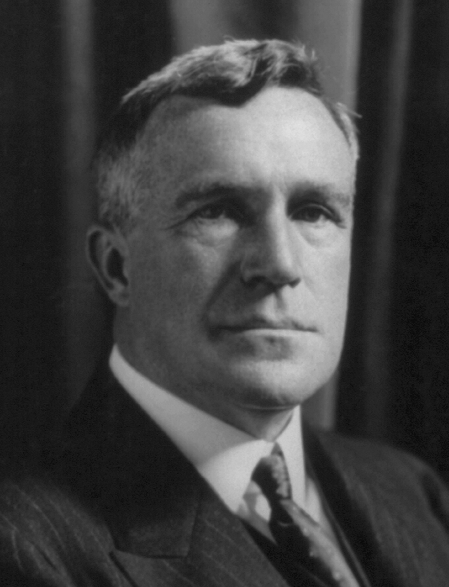
George Horace Lorimer

George Horace Lorimer (6 de outubro de 1867 - 22 de outubro de 1937) foi um jornalista, autor e editor norte-americano. Ele é mais conhecido como o editor do The Saturday Evening Post, que liderou de 1899 a 1936. Durante seu reinado editorial, o Post passou de uma circulação de vários milhares para mais de um milhão. Ele também é creditado por promover ou descobrir um grande número de escritores americanos, como Jack London, cujas histórias foram publicadas no Post. Além disso, Lorimer atuou como vice-presidente, diretor geral e presidente da Curtis Publishing Company, que publicou várias revistas e vários livros.